# Sony Ericsson W580i
Sony Ericsson W580i là chiếc điện thoại di động thuộc dòng Walkman-phone của Sony Ericsson, nhưng khác với các thành viên của Walkman, đó là điện thoại nghe nhạc này có kiểu dáng khá mập mạp, được S.E trang bị cho khả năng đếm nhịp bước đi, đo nhịp tim. Đặc biệt là tính năng "lắc tay đổi nhạc".

## Tổng quan
- Tin nhắn: SMS/MMS/Email. Từ điển T9 đoán trước văn bản nhập
- Đồng hồ: Có
- Báo thức: Có
- FM Radio với RSD
- Trò chơi: Java
- Trình duyệt: WAP 2.0/HTML(NetFront), RSS feeds
- Java: Java MIDP 2.0
- Máy Ảnh: 2 MP, 1600x1200 pixels, video
- Ghi âm: Có
- Nghe nhạc: MP3, AAC, AAC+
- Xem phim: MP4, 3GP
- Loa ngoài: Có
- Nhận diện người gọi bằng hình ảnh (Photo call)
- TrackID music recognition
- Máy nghe nhạc kỹ thuật số tích hợp - Walkman 2.0 music player
- Chức năng tổ chức (Organiser)
- Máy ghi âm tích hợp (Voice memo)
- Loa thoại rảnh tay tích hợp (Built-in handsfree)